# Sangīn Deh
Sangīn Deh (persiska: سنگين ده) är en ort i Iran.   Den ligger i provinsen Mazandaran, i den norra delen av landet, 110 km nordost om huvudstaden Teheran. Sangīn Deh ligger 39 meter över havet och antalet invånare är 139.
Terrängen runt Sangīn Deh är platt norrut, men söderut är den kuperad. Runt Sangīn Deh är det ganska glesbefolkat, med 39 invånare per kvadratkilometer. Närmaste större samhälle är Maḩmūdābād, 18,1 km nordost om Sangīn Deh. I omgivningarna runt Sangīn Deh växer i huvudsak blandskog.